# Вілінський Олександр Валер'янович
Олекса́ндр Валер'я́нович Вілі́нський (4 вересня 1872, Сестрорецьк, Російська імперія — †10 грудня 1928, Подєбради, Чехословацька республіка) — український громадський діяч, дипломат, всесвітньо відомий інженер і науковець. Був одним з ключових керівників УНР, співзасновником та керманичем Української Центральної ради.
Вілінський був одружений з Валерією О'Коннор-Вілінською. Після смерті батьків Хариті, в родині Вілінського виховувалася його небога Харитя Кононенко. По батьковій лінії був небожем української письменниці Марії Вілінської.
Автор багатьох наукових праць українською, російською і німецькою мовами.

## Життєпис

### Ранні роки
Народився 4 вересня, 1872 року в місті Сестрорецьк, Санкт-Петербурзької губернії в родині російського шляхтича Вілінського Валєріана Александровіча, старшого брата української пименниці Марії Вілінської.
Середню освіту здобув у варшавській реальній школі. Вищу освіту здобув у Харківському технологічному інституті на механічному факультеті, який він закінчив у 1897 році. Належав до української студентської громади, працював у Харківському товаристві письменності. У 1897—1905 роках служив начальником технічного відділу служби тяги у Харкові. У 1905 році виїхав до Берліна, де протягом року студіював спеціальний курс у Шарлоттенбурзькому політехнічному інституті. Опісля працював інженером у швейцарській фірмі. його інженерні проєкти були реалізовані у Давосі, Цюриху, Берліні, Каїрі та інших містах.
Від 1907 року мешкав у Києві. Був автором проєктів опалення Київського університету, готелю «Прага», багатьох комерційних банків. У 1908 році його було обрано доцентом Київського політехнічного інституту і він починає викладати у КПІ. Живучи у Києві мав тісні стосунки з Євгеном Чикаленком, з яким співпрацював у раді ТУП.
Належав до української громади, був членом Українського наукового товариства, де активно працював над розробленням української технічної термінології в термінологічній комісії. Разом із дружиною, українською письменницею і громадською діячкою Валерією О'Коннор-Вілінською, був членом київської громади Товариства українських поступовців, входив до ради товариства.
Був одним із фундаторів та викладачем Товариства поширення середньої технічної освіти, яке опікувалось незаможною, але талановитою молоддю. З цією метою заснував приватну школу, якою керував до 1917.
У 1913 році увійшов до складу редколегії часопису «Сяйво» та фактично видавав його власним коштом. Чимало сил і коштів витратило подружжя Вілінських на культурно-освітню діяльність Українського клубу, товариства «Просвіта», товариства «Юг», заснованого під час війни для допомоги біженцям і виселенцям з Галичини, та на інші громадські заходи української інтелігенції. У 1916 р. О. Вілінського призначили інженером, а згодом і директором майстерень Всеросійського союзу міст у Києві.
Разом із групою науково-технічної інтелігенції та діячів кооперації 7.ІІІ.1917 р. він заснував Українське технічно-агрономічне товариство «Праця», від якого й був делегований до складу УЦР.

### Політична кар'єра в УНР
1917 року обраний до Української Центральної Ради від наукового товариства «Праця». З 1918 року очолював департаменту професійної освіти Генерального Секретаріату УЦР-УНР — пізніше Міністерства Народної Освіти.
Рада ТУП, до якої належав і Вілінський, 8.III. 1917 р. підписала відозву «До українського громадянства» із закликом творити нове життя, підтримати революційний уряд, організовувати національний фонд, створювати національну пресу, культурно-освітні заклади тощо. Як відпоручник Звенигородського повіту О. Вілінський був рекомендований Центральною Радою 13.ІІІ. 1917 р. до виконавчого комітету Ради об'єднаних громадських організацій Київщини.
Вілінський належав до тих членів УЦР, які внаслідок свого ліберально-демократичного
світогляду скептично ставилися до масового захоплення соціалістичними й ради
кальними ідеями, а тому відійшли на другий план діяльності УЦР. О. Вілінський — чесний, відданий українській справі інтелігент — самовіддано працював на
освітянській ниві, але не був підготовлений до публічної політичної діяльності.
Тому він, як і більшість його однодумців, протягом 1917—1918 рр. займався, на
перший погляд, мало помітною копіткою буденною працею в державному апараті.
Очолив 5.XII. 1917 р. департамент професійної освіти Генерального секретарства
освіти.
Під час більшовицької окупації Києва був заарештований як директор
майстерень, якого робітники хоч і поважали, але під впливом більшовицької
пропаганди вважали за класового ворога, «пригноблювача робітничого класу».
Разом із дружиною був засуджений до розстрілу, якого їм вдалося уникнути. До
повернення українських військ у Київ вони були змушені переховуватись.
Під час гетьманування П. Скоропадського О. Вілінський продовжував працю
у Міністерстві освіти.
Одержав 15 жовтня 1918 року призначення на посаду генерального консула в Цюриху і виїхав до Швейцарії. Після ліквідації консульства у 1919 році переселився до Відня. Отримавши запрошення викладати в Український господарській академії в Подебрадах, 1923 року переїхав до Чехословацької республіки.

### Викладацька діяльність в УГА
Був обраний 23 червня 1923 року доцентом академії та керівником кафедри прикладної механіки, з 1925 року — професор машинознавства і проректор Української господарської академії у Подєбрадах.
Помер 10 грудня 1928 року.
На вшанування Олександра Валер'яновича Вілінського на Меморіальному пам’ятному знаку, встановленому працівниками Української Господарської Академії на цвинтарі Подєбрад, встановлено окрему меморіальну дошку.